# Jogos Islâmicos da Solidariedade
Os Jogos Islâmicos da Solidariedade (em árabe: ألعاب التضامن الإسلامي) é um evento multinacional multiesportivo. Os Jogos envolvem os atletas de elite da Organização para a Cooperação Islâmica que competem em uma variedade de esportes. Os Jogos de Solidariedade foram inicialmente criados para fortalecer a camaradagem islâmica e reforçar os valores do Islã, principalmente para a juventude. A Federação Islâmica de Esportes de Solidariedade (ISSF) e a Organização para a Cooperação Islâmica (OIC) é a organização responsável pela direção e controle dos Jogos Islâmicos da Solidariedade. A ISSF se esforça para melhorar a solidariedade islâmica, promover a identidade islâmica nos esportes e ajudar a reduzir a discriminação contra os muçulmanos.

## História
A ideia original dos Jogos da Solidariedade vem do Príncipe Faisal bin Fahd bin Abdulaziz, durante a Terceira Cúpula Islâmica em 1981. Os primeiros Jogos da Solidariedade foram realizados em 2005 na Arábia Saudita e atualmente há 57 membros da Organização da Conferência Islâmica. Em 2005, os jogos foram exclusivamente masculinos, com 7.000 atletas de cinquenta e quatro países competindo em treze esportes diferentes. As mulheres agora podem participar dos jogos, mas competem em dias diferentes dos homens. Cidadãos não-muçulmanos dos países membros também podem participar dos Jogos. Foi dito ter o maior número de participantes para um evento esportivo além dos Jogos Olímpicos.

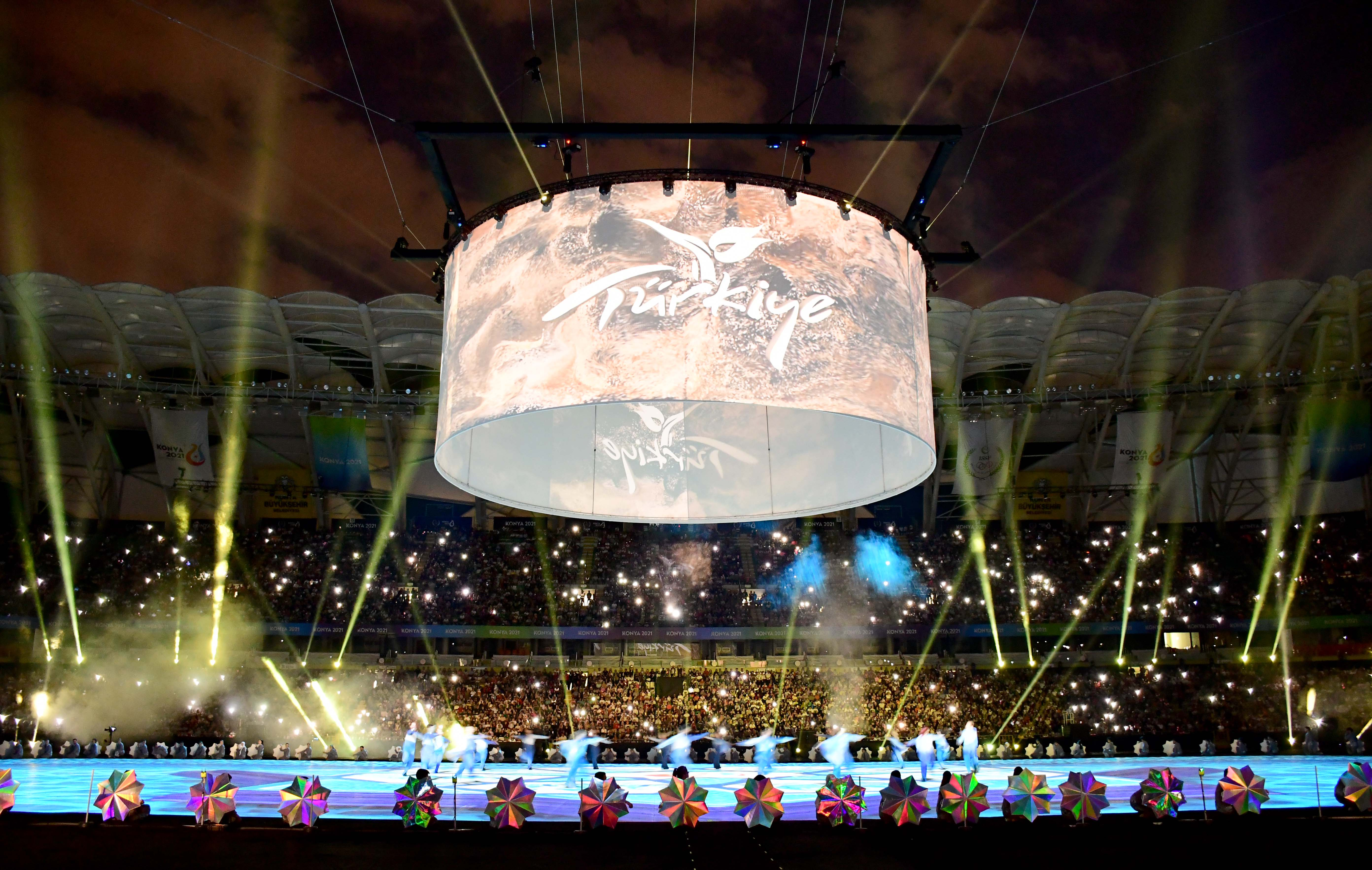
Cerimônia de abertura dos Jogos Islâmicos da Solidariedade de 2021 em Konya, Turquia

Um segundo evento, originalmente agendado para outubro de 2009 no Irã, e posteriormente remarcado para abril de 2010, foi cancelado depois que surgiu uma disputa entre o Irã e o mundo árabe sobre o uso do termo Golfo Pérsico nos logotipos dos Jogos, uma vez que alguns países do mundo árabe usam o termo "Golfo Árabe". A disputa sobre o nome tem sido uma fonte recorrente de desarmonia entre os estados árabes e o Irã. A última edição ocorreu em Baku, de 12 a 22 de maio de 2017.
Com o nível de fragmentação política, as deficiências no desenvolvimento econômico em muitos países muçulmanos e o custo financeiro dos jogos da Solidariedade Islâmica, a longevidade dos jogos será um grande desafio.
‌Os Jogos Islâmicos da Solidariedade de 2021 foram a 5ª edição do evento. Foi a primeira vez que o evento foi organizado pelo Comitê Olímpico Turco. Previsto para acontecer em 2021, o evento foi adiado para 2022, porque as datas originais coincidiam com as Olimpíadas de 2020, que foi adiada devido à pandemia de COVID-19.
Os Jogos Islâmicos da Solidariedade de 2025 serão os primeiros a não serem realizados em um país de maioria muçulmana. A cidade anfitriã eleita, Yaoundé, é a capital de Camarões, onde a população cristã ultrapassa os 70% da população, enquanto cerca de 25% é muçulmana. Camarões é membro da Organização para a Cooperação Islâmica.

## Edições
| Ano  | Jogos | Anfitrião | Datas                         | Aberto por               | Nações        | Competidores  | Esportes      | Eventos       | Nação vencedora |      |   |      |                 |                                    |    |      |    |     |                |
| ---- | ----- | --------- | ----------------------------- | ------------------------ | ------------- | ------------- | ------------- | ------------- | --------------- | ---- | - | ---- | --------------- | ---------------------------------- | -- | ---- | -- | --- | -------------- |
| Ano  | Jogos | Anfitrião | Datas                         | Aberto por               | Nações        | Competidores  | Esportes      | Eventos       | Nação vencedora | 2005 | I | Meca | 8 a 20 de abril | Abdul Majeed bin Abdulaziz Al Saud | 55 | 7000 | 15 | 108 | Arábia Saudita |
| 2010 | II    | Teerã     | Cancelado                     | Cancelado                | Cancelado     | Cancelado     | Cancelado     | Cancelado     | Cancelado       |      |   |      |                 |                                    |    |      |    |     |                |
| 2013 | III   | Palimbão  | 22 de setembro a 1 de outubro | Susilo Bambang Yudhoyono | 57            | 1769          | 13            | 183           | Indonésia       |      |   |      |                 |                                    |    |      |    |     |                |
| 2017 | IV    | Baku      | 12 a 22 de maio               | Ilham Aliyev             | 54            | 6000          | 21            | 268           | Azerbaijão      |      |   |      |                 |                                    |    |      |    |     |                |
| 2021 | V     | Konya     | 9 a 18 de agosto de 2022      | Recep Tayyip Erdoğan     | 55            | 4200          | 19            | 380           | Turquia         |      |   |      |                 |                                    |    |      |    |     |                |
| 2025 | VI    | Yaoundé   | 6 a 15 de agosto de 2025      | Evento futuro            | Evento futuro | Evento futuro | Evento futuro | Evento futuro | Evento futuro   |      |   |      |                 |                                    |    |      |    |     |                |
| 2031 | VII   | Jakarta   | 2 a 10 de agosto de 2031      | Evento futuro            | Evento futuro | Evento futuro | Evento futuro | Evento futuro | Evento futuro   |      |   |      |                 |                                    |    |      |    |     |                |
| 2035 | VIII  | Surabaya  | 14 a 29 de julho de 2035      | Evento futuro            | Evento futuro | Evento futuro | Evento futuro | Evento futuro | Evento futuro   |      |   |      |                 |                                    |    |      |    |     |                |
| 2039 | VXIX  | Riyadh    | 3 a 26 de junho de 2039       | Evento futuro            | Evento futuro | Evento futuro | Evento futuro | Evento futuro | Evento futuro   |      |   |      |                 |                                    |    |      |    |     |                |

1. ↑  Originalmente programado para 2009, e posteriormente remarcado para 2010, foi cancelado após uma disputa entre o Irã e os países árabes.
2. ↑  Originalmente programados para 2021, os Jogos foram adiados por um ano devido à pandemia de COVID-19. No entanto, o evento ainda era referido como Jogos Islâmicos da Solidariedade de 2021 para preservar o ciclo de 4 anos.

## Esportes
28 esportes foram apresentados nos Jogos Islâmicos de Solidariedade.
| Esporte           | Anos            |
| ----------------- | --------------- |
| Atletismo ()      | Desde 2005      |
| Badminton ()      | 2013            |
| Basquetebol ()    | Desde 2005      |
| Boxe ()           | 2017            |
| Caratê ()         | Desde 2005      |
| Esgrima ()        | 2005–2013, 2021 |
| Fisiculturismo () | 2025            |
| Futebol ()        | Desde 2005      |
| Futsal ()         | 2005 only       |
| Ginástica ()      | Desde 2017      |

| Esporte              | Anos        |
| -------------------- | ----------- |
| Ginástica rítmica () | 2017        |
| Golbol ()            | Apenas 2005 |
| Halterofilismo ()    | Desde 2005  |
| Handebol ()          | Desde 2005  |
| Hipismo ()           | 2005–2013   |
| Judô ()              | Desde 2017  |
| Lutas ()             | Desde 2017  |
| Natação ()           | Desde 2005  |
| Polo aquático ()     | Desde 2005  |

| Esporte               | Anos        |
| --------------------- | ----------- |
| Saltos ornamentais () | Desde 2005  |
| Taekwondo ()          | Desde 2005  |
| Tênis ()              | Desde 2005  |
| Tênis de mesa ()      | Desde 2005  |
| Tiro ()               | 2017        |
| Tiro com arco ()      | 2013        |
| Voleibol ()           | Desde 2005  |
| Wushu ()              | Desde 2013  |
| Zurkhaneh ()          | Apenas 2017 |

## Quadro de medalhas
| Pos.                | País                   | Ouro | Prata | Bronze | Total |
| ------------------- | ---------------------- | ---- | ----- | ------ | ----- |
| 1                   | Turquia                | 237  | 207   | 199    | 643   |
| 2                   | Irã                    | 118  | 97    | 106    | 321   |
| 3                   | Azerbaijão             | 114  | 99    | 85     | 298   |
| 4                   | Uzbequistão            | 66   | 58    | 96     | 220   |
| 5                   | Indonésia              | 56   | 78    | 88     | 222   |
| 6                   | Egito                  | 46   | 51    | 49     | 146   |
| 7                   | Cazaquistão            | 42   | 36    | 56     | 134   |
| 8                   | Marrocos               | 40   | 38    | 68     | 146   |
| 9                   | Arábia Saudita         | 37   | 33    | 41     | 111   |
| 10                  | Malásia                | 33   | 23    | 41     | 97    |
| 11                  | Bahrein                | 23   | 13    | 15     | 51    |
| 12                  | Argélia                | 22   | 40    | 64     | 126   |
| 13                  | Quirguistão            | 14   | 15    | 27     | 56    |
| 14                  | Iraque                 | 13   | 17    | 13     | 43    |
| 15                  | Catar                  | 8    | 8     | 14     | 30    |
| 16                  | Jordânia               | 8    | 6     | 22     | 36    |
| 17                  | Kuwait                 | 7    | 17    | 10     | 34    |
| 18                  | Turquemenistão         | 7    | 10    | 28     | 45    |
| 19                  | Síria                  | 7    | 5     | 14     | 26    |
| 20                  | Omã                    | 4    | 7     | 11     | 22    |
| 21                  | Tunísia                | 4    | 4     | 29     | 37    |
| 22                  | Camarões               | 3    | 9     | 12     | 24    |
| 23                  | Emirados Árabes Unidos | 3    | 6     | 14     | 23    |
| 24                  | Nigéria                | 3    | 6     | 2      | 11    |
| 25                  | Paquistão              | 3    | 3     | 10     | 16    |
| 26                  | Gâmbia                 | 3    | 1     | 0      | 4     |
| 27                  | Uganda                 | 2    | 6     | 3      | 11    |
| 28                  | Senegal                | 2    | 4     | 15     | 21    |
| 29                  | Sudão                  | 1    | 5     | 3      | 9     |
| 30                  | Tajiquistão            | 1    | 4     | 9      | 14    |
| 31                  | Bangladesh             | 1    | 3     | 4      | 8     |
| 32                  | Djibouti               | 1    | 3     | 3      | 7     |
| 33                  | Costa do Marfim        | 1    | 1     | 8      | 10    |
| 34                  | Líbia                  | 1    | 1     | 6      | 8     |
| 35                  | Burquina Fasso         | 1    | 1     | 2      | 4     |
| 35                  | Omã                    | 1    | 1     | 2      | 4     |
| 37                  | Guiné-Bissau           | 1    | 0     | 1      | 2     |
| 37                  | Moçambique             | 1    | 0     | 1      | 2     |
| 37                  | Níger                  | 1    | 0     | 1      | 2     |
| 40                  | Guiana                 | 0    | 3     | 3      | 6     |
| 41                  | Iémen                  | 0    | 1     | 6      | 7     |
| 42                  | Líbano                 | 0    | 1     | 3      | 4     |
| 43                  | Palestina              | 0    | 1     | 2      | 3     |
| 43                  | Suriname               | 0    | 1     | 2      | 3     |
| 45                  | Albânia                | 0    | 1     | 0      | 1     |
| 45                  | Brunei                 | 0    | 1     | 0      | 1     |
| 45                  | Guiné                  | 0    | 1     | 0      | 1     |
| 45                  | Mali                   | 0    | 1     | 0      | 1     |
| 45                  | Togo                   | 0    | 1     | 0      | 1     |
| 50                  | Afeganistão            | 0    | 0     | 7      | 7     |
| 51                  | Benim                  | 0    | 0     | 1      | 1     |
| 51                  | Maldivas               | 0    | 0     | 1      | 1     |
| 51                  | Serra Leoa             | 0    | 0     | 1      | 1     |
| Total (53 entradas) | Total (53 entradas)    | 936  | 928   | 1198   | 3062  |